# Макарьевский район (Костромская область)
Мака́рьевский райо́н — административно-территориальная единица (район) и муниципальное образование (муниципальный район) на юге Костромской области России.
Административный центр — город Макарьев.

## География
Площадь района — 4854 км² (самый крупный район в ЦФО). Район граничит с Нижегородской и Ивановской областями, а также с Кадыйским, Антроповским, Нейским и Мантуровским районами Костромской области.
Основные реки — Унжа, Нея, Белый Лух, Чёрный Лух.

## История
Район был образован 10 июня 1929 года в составе Кинешемского округа Ивановской Промышленной области. Постановлением Президиума ВЦИК от 27 июля 1922 года Макарьевский уезд, предшественник района, был передан из Костромской губернии в состав Иваново-Вознесенской губернии. С 11 марта 1936 года район находился в составе Ивановской области. Указом Президиума Верховного Совета СССР от 13 августа 1944 года район был передан в состав вновь образованной Костромской области. На момент передачи в Костромскую область Макарьевский район был одним из крупнейших в её составе, его площадь составляла 4688,9 км², а население насчитывало 44 тысячи человек.
Законом Костромской области от 30 декабря 2004 года № 237-ЗКО Макарьевский район был наделён статусом муниципального района. В его составе было образовано 17 муниципальных образований нижнего уровня (городское и сельские поселения).
В соответствии с Законом Костромской области от 9 февраля 2007 года № 112-4-ЗКО, Макарьевский район как административно-территориальная единица области сохраняет свой статус.

### Дореволюционный период и начало XX века
Территория, входящая в современный Макарьевский район, имеет давнюю историю. Местные жители участвовали в отражении набегов золотоордынцев и в формировании народного ополчения Кузьмы Минина и Дмитрия Пожарского.
В Отечественной войне 1812 года приняли участие многие уроженцы макарьевских земель, сражаясь в рядах Костромского ополчения и регулярных частей армии. Среди них:
- Иван Николаевич Клишков – ротмистр Сибирского уланского полка, участник боёв у Мадлина, взятия Гамбурга, Эрфурта и Магдебурга.
- Владимир Иванович Верховский – участник Смоленского сражения, награждён орденом Святой Анны II степени за Бородинское сражение и вторым орденом за взятие Парижа.
- Пётр Иванович Верховский – поручик 21-й артиллерийской бригады, участник сражений от Бородино до Парижа.
- Николай Иванович Ашепятников – поручик Люблинского гусарского полка, отличился под Волковыском.
- Афанасий Семёнович Кандидов – прапорщик, участник осады и взятия Данцига.
- Павел Иванович Петров – поручик, участник 11 сражений, награждён орденом Святой Анны за бой под Гродно и орденом Святого Владимира IV степени с бантом за сражение под Люценом. Был женат на двоюродной тётке поэта М. Ю. Лермонтова.

Макарьев и его окрестности посещали известные исторические личности:
- В 1619 году царь Михаил Фёдорович посетил обитель преподобного Макария.
- В 1740 году Фёдор Григорьевич Волков, основатель русского театра, владел на территории Макарьева серным заводом.
- Генерал А. П. Ермолов находился здесь в ссылке.
- В 1827 году через Макарьев в сибирскую ссылку проследовали декабристы И. И. Пущин, А. В. Поджио, П. А. Муханов.
- В 1837 году Макарьев посетил будущий император Александр II вместе со своим воспитателем, поэтом В. А. Жуковским.
- В 1869 году в Макарьеве останавливался писатель В. Г. Короленко.
- В 1882 году Макарьев посетил князь Павел Петрович Вяземский, председатель Всероссийского общества любителей древней письменности.
- В 1888 году в городе несколько дней провёл художник-баталист В. В. Верещагин.

В начале XX века, в 1905 году, в Макарьеве образовался социал-демократический кружок. В марте 1917 года был создан «Союз трудящихся», а в августе того же года — самостоятельная большевистская партийная организация. В декабре 1917 года состоялись выборы в Совет. В марте 1918 года прошёл первый уездный съезд Советов, объединивший Совет рабочих депутатов и Совет крестьянских депутатов.

### Советский период
После установления Советской власти Макарьево-Унженский монастырь был закрыт, его помещения использовались различными организациями или пустовали. Прекращение потока богомольцев привело к закрытию гостиниц и трактиров. Национализация лесов изменила структуру занятости населения.
В 1920-е годы промышленность в Макарьеве была представлена в основном кустарными промыслами. Образовывались артели: портных «Первое мая», сапожников «Новая жизнь», жестянщиков «Красный металлист». В начале 1930-х годов, с началом коллективизации, в помещениях Макарьево-Унженского монастыря разместили МТС. Первая сельхозартель в деревне Куриловка Усть-Нейского сельского поселения была образована ещё в 1919 году. К 1933 году коллективизацией было охвачено до 70 % хозяйств района. По данным 1933 года, в районе насчитывалось 29 сельских советов с населением 50 729 человек, проживающих в 345 населённых пунктах.
В 1930-е годы в Макарьеве действовала Деткомиссия со столярным и корзиночным цехами. Лесная промышленность играла ключевую роль в экономике района. В 1929 году был создан Понизовский леспромхоз, объединивший Макарьевский и Унженский лесозаготовительные участки и 8 лесничеств. Для вывозки леса строились конно-лежневые, конно-ледяные, тракторно-ледяные и узкоколейные железные дороги общей протяжённостью 90,2 км. В период с 1929 по 1933 год было заготовлено и вывезено 3299 тыс. м³ древесины. К середине 1940-х годов в районе было построено 30 новых лесных посёлков.
Торговля в 1930-е годы была представлена магазинами общества потребителей и торга. В Макарьеве ежедневно проводились ярмарки. Местную промышленность представлял райпромкомбинат (столярные изделия, хлебопечение, кондитерские изделия, безалкогольные напитки, сапоговаляльный цех) и райпищепром (переработка фруктов, овощей, ягод, грибов). Коммунальное хозяйство города включало электростанцию, баню и мельницу.
В 1923—1926 годах в Макарьеве с матерью и старшим братом жил Дмитрий Фёдорович Устинов, будущий Маршал Советского Союза и министр обороны СССР. Здесь он окончил профессиональное училище.
В сфере образования в 1925—1930 годах активно строились школы. В 1930 году было введено всеобщее обязательное четырёхлетнее обучение; в районе насчитывалось 66 школ. Городская школа 2-й ступени была реорганизована в фабрично-заводскую семилетку (1931—1933), а затем в среднюю школу (1933—1934). Здравоохранение было представлено 8 больницами и 2 детскими консультациями. Действовали городская библиотека, клуб и 10 изб-читален на селе.
В годы Великой Отечественной войны 6942 жителя Макарьевского района были мобилизованы, 3326 из них не вернулись. Звания Героя Советского Союза были удостоены Н. А. Смирнов, Ю. В. Смирнов, А. Ф. Володин. Полным кавалером ордена Славы стал А. В. Скучалов. В МТС на место ушедших на фронт мужчин пришли женщины; подростки привлекались к сельскохозяйственным работам. В 1942 году в селе Княжево в бывшей усадьбе был организован детский дом для детей, эвакуированных из блокадного Ленинграда.
В послевоенные годы (1947—1957) в Макарьеве наблюдался рост индивидуального жилищного строительства (до 50 домов в год). Жилищный фонд города увеличился с 45,6 тыс. м² в 1946 году до 85,4 тыс. м² в 1979 году. К 1960-м годам район был на 75 % радиофицирован и электрифицирован. Были введены в строй кирпичный завод (1949), цех щитового паркета (1976), завод железобетонных изделий, льнозавод (1979). Открыты музыкальная школа (1956) и средняя школа-интернат. В 1956 году началось строительство посёлка сплавщиков Горчуха. В 1961 году открылась птицефабрика, в 1963 году — новый молокозавод. В 1967 году райцентр был соединён автомагистралью с Костромой. В 1976 году образован Чернолуховский опытный лесхоз. В 1970-е годы построены здание автостанции и открыта детская художественная школа. К концу 1970-х в районе действовало 25 строительных предприятий.

### Постсоветский период
В 1991 году в районе была создана биржа труда. В 1993 году открыт центр социального обслуживания населения и завершена реконструкция здания муниципального предприятия «Источник» по выпуску спирта и розливу водки. В 2002 году введён в эксплуатацию спорткомплекс «Юность». В 2003 году началось восстановление Покровской церкви и построен новый мост через реку Нею.

## Население
| 2002    | 2008    | 2009    | 2010    | 2011    | 2012    | 2013    | 2014    | 2015    |
| ------- | ------- | ------- | ------- | ------- | ------- | ------- | ------- | ------- |
| 19 523  | ↘16 909 | ↗17 171 | ↘15 968 | ↘15 890 | ↘15 482 | ↘15 004 | ↘14 544 | ↘14 130 |
| 2016    | 2017    | 2018    | 2019    | 2020    | 2021    | 2024    |         |         |
| ↘13 802 | ↘13 473 | ↘13 192 | ↘12 932 | ↘12 595 | ↘10 424 | ↗11 393 |         |         |

### Урбанизация
В городских условиях (город Макарьев) проживают  47,95 % населения района.

### Национальный состав
По итогам переписи населения 2020 года проживали следующие национальности (национальности менее 0,1 % и другое, см. в сноске к строке «Другие»):
| Национальность | Численность, чел. | Доля     |
| -------------- | ----------------- | -------- |
| Русские        | 10 249            | 98,32 %  |
| Украинцы       | 22                | 0,21 %   |
| Узбеки         | 13                | 0,12 %   |
| Белорусы       | 12                | 0,12 %   |
| Другие         | 128               | 1,23 %   |
| Итого          | 10 424            | 100,00 % |

## Административное деление
Макарьевский район как административно-территориальная единица включает 1 город районного значения и 5 поселений.
В Макарьевский район как муниципальный район входят 6 муниципальных образований, в том числе 1 городское и 5 сельских поселений:
| №        | Муниципальное образование             | Административный центр | Количество населённых пунктов | Население | Площадь, км2 |
| -------- | ------------------------------------- | ---------------------- | ----------------------------- | --------- | ------------ |
| 1e-06    | Городское поселение:                  |                        |                               |           |              |
| 1        | город Макарьев                        | город Макарьев         | 3                             | ↘5511     | 257,27       |
| 1.000002 | Сельские поселения:                   |                        |                               |           |              |
| 2        | Горчухинское сельское поселение       | посёлок Горчуха        | 10                            | ↗2528     | 1390,15      |
| 3        | Нежитинское сельское поселение        | село Нежитино          | 18                            | ↘274      | 137,90       |
| 4        | Николо-Макаровское сельское поселение | село Николо-Макарово   | 27                            | ↘412      | 330,10       |
| 4.000003 | Тимошинское сельское поселение        | село Тимошино          | 6                             | ↘239      | 913,84       |
| 5        | Унженское сельское поселение          | город Макарьев         | 34                            | ↘995      | 1104,97      |
| 6        | Усть-Нейское сельское поселение       | деревня Якимово        | 43                            | ↘1004     | 720,00       |

28 февраля 2011 года в соответствии с Законом Костромской области от 8 декабря 2010 года № 13-5-ЗКО были упразднены:
- Княжевское, Сивковское сельские поселения — влиты в Унженское сельское поселение;
- Красногорское, Юркинское, и Нижне-Нейское сельские поселения — влиты в Усть-Нейское сельское поселение;
- Вознесенское сельское поселение — влито в Николо-Макаровское сельское поселение;
- Первомайское, Юровское и Дорогининское сельские поселения — влиты Горчухинское сельское поселение.

Законом Костромской области от 16 июля 2018 года было упразднено Шемятинское сельское поселение, влитое в Унженское сельское поселение.
Законом Костромской области от 21 мая 2021 года № 91-7-ЗКО к 31 мая 2021 года преобразованы, путём их объединения, Тимошинское сельское поселение и Унженское сельские поселения — в Унженское сельское поселение с административным центром в городе Макарьеве.

## Населённые пункты
В Макарьевском районе 139 населённый пункт.
| №   | Населённый пункт | Тип     | Население | Муниципальное образование             |
| --- | ---------------- | ------- | --------- | ------------------------------------- |
| 1   | Авксентьево      | деревня | ↘1        | Николо-Макаровское сельское поселение |
| 2   | Аксентьево       | деревня | →0        | Усть-Нейское сельское поселение       |
| 3   | Александрово     | деревня | →0        | Николо-Макаровское сельское поселение |
| 4   | Алешино          | деревня | ↗1        | Усть-Нейское сельское поселение       |
| 5   | Аманово          | деревня | ↘21       | Унженское сельское поселение          |
| 6   | Андреевское      | деревня | ↘14       | Усть-Нейское сельское поселение       |
| 7   | Бакшеево         | деревня | →4        | Унженское сельское поселение          |
| 8   | Березники        | деревня | ↘2        | Усть-Нейское сельское поселение       |
| 9   | Блиново          | деревня | ↗12       | Николо-Макаровское сельское поселение |
| 10  | Большая Торзать  | деревня | ↗7        | Горчухинское сельское поселение       |
| 11  | Большие Рымы     | деревня | ↘68       | Горчухинское сельское поселение       |
| 12  | Большое Волково  | деревня | →0        | Нежитинское сельское поселение        |
| 13  | Быково           | деревня | ↗9        | Унженское сельское поселение          |
| 14  | Быстрово         | деревня | ↘83       | Усть-Нейское сельское поселение       |
| 15  | Василёво         | деревня | ↗2        | Нежитинское сельское поселение        |
| 16  | Васильково       | деревня | →0        | Унженское сельское поселение          |
| 17  | Великуша         | деревня | →0        | Усть-Нейское сельское поселение       |
| 18  | Верхник          | деревня | ↗19       | Николо-Макаровское сельское поселение |
| 19  | Власово          | деревня | ↘10       | Николо-Макаровское сельское поселение |
| 20  | Власово          | деревня | ↗43       | Усть-Нейское сельское поселение       |
| 21  | Волошново        | деревня | ↘2        | Николо-Макаровское сельское поселение |
| 22  | Выгорки          | посёлок | ↗197      | Унженское сельское поселение          |
| 23  | Выломы           | деревня | ↘8        | Усть-Нейское сельское поселение       |
| 24  | Высоковка        | деревня | ↘7        | Усть-Нейское сельское поселение       |
| 25  | Высоково         | деревня | ↗8        | Нежитинское сельское поселение        |
| 26  | Высоково         | деревня | ↗1        | Унженское сельское поселение          |
| 27  | Вышково          | деревня | ↗10       | Усть-Нейское сельское поселение       |
| 28  | Голодаиха        | деревня | ↗3        | Николо-Макаровское сельское поселение |
| 29  | Горка            | деревня | ↘1        | Унженское сельское поселение          |
| 30  | Горчуха          | посёлок | ↘907      | Горчухинское сельское поселение       |
| 31  | Горюшкино        | деревня | ↗2        | Николо-Макаровское сельское поселение |
| 32  | Гребенец         | деревня | ↗18       | Николо-Макаровское сельское поселение |
| 33  | Гребенец         | деревня | ↗55       | Унженское сельское поселение          |
| 34  | Дешуково         | деревня | ↘7        | Унженское сельское поселение          |
| 35  | Домань           | деревня | ↘10       | Усть-Нейское сельское поселение       |
| 36  | Дорогиня         | посёлок | ↘259      | Горчухинское сельское поселение       |
| 37  | Ефимово          | деревня | ↘11       | Николо-Макаровское сельское поселение |
| 38  | Ефино            | деревня | ↘127      | Усть-Нейское сельское поселение       |
| 39  | Журавлёво        | деревня | ↘6        | Нежитинское сельское поселение        |
| 40  | Заварино         | деревня | →0        | Нежитинское сельское поселение        |
| 41  | Завражье         | деревня | ↘0        | Усть-Нейское сельское поселение       |
| 42  | Заречье          | деревня | ↗229      | Усть-Нейское сельское поселение       |
| 43  | Иваново          | деревня | ↗8        | Нежитинское сельское поселение        |
| 44  | Ивановское       | деревня | ↗4        | Унженское сельское поселение          |
| 45  | Ивановское       | деревня | ↘0        | Унженское сельское поселение          |
| 46  | Ильинское        | деревня | ↘155      | Унженское сельское поселение          |
| 47  | Инково           | деревня | ↗21       | Николо-Макаровское сельское поселение |
| 48  | Исаково          | деревня | ↗6        | Усть-Нейское сельское поселение       |
| 49  | Карьково         | деревня | ↘44       | Тимошинское сельское поселение        |
| 50  | Карьково         | деревня | ↗2        | Унженское сельское поселение          |
| 51  | Киселиха         | деревня | ↘16       | Усть-Нейское сельское поселение       |
| 52  | Климитино        | деревня | ↗141      | Усть-Нейское сельское поселение       |
| 53  | Козлово          | деревня | ↗19       | Нежитинское сельское поселение        |
| 54  | Колбино          | деревня | ↘6        | Усть-Нейское сельское поселение       |
| 55  | Комсомолка       | посёлок | ↘41       | город Макарьев                        |
| 56  | Кондратово       | деревня | ↘14       | Нежитинское сельское поселение        |
| 57  | Кондратово       | деревня | ↗21       | Усть-Нейское сельское поселение       |
| 58  | Косуево          | деревня | →0        | Усть-Нейское сельское поселение       |
| 59  | Красногорье      | село    | ↘57       | Усть-Нейское сельское поселение       |
| 60  | Крупышево        | деревня | →0        | Нежитинское сельское поселение        |
| 61  | Кукуй-1          | деревня | ↘2        | Тимошинское сельское поселение        |
| 62  | Кукуй-2          | деревня | →0        | Тимошинское сельское поселение        |
| 63  | Куриловка        | деревня | ↘9        | Усть-Нейское сельское поселение       |
| 64  | Лаптево          | деревня | ↗14       | Николо-Макаровское сельское поселение |
| 65  | Лодыгино         | деревня | ↗10       | Унженское сельское поселение          |
| 66  | Лопалово         | деревня | →10       | Унженское сельское поселение          |
| 67  | Лопаты           | посёлок | ↗187      | Усть-Нейское сельское поселение       |
| 68  | Любимовка        | посёлок | ↘261      | Горчухинское сельское поселение       |
| 69  | Макарьев         | город   | ↘5463     | город Макарьев                        |
| 70  | Малая Торзать    | деревня | →3        | Горчухинское сельское поселение       |
| 71  | Малое Ивакино    | деревня | ↗13       | Усть-Нейское сельское поселение       |
| 72  | Малые Рымы       | деревня | ↘8        | Горчухинское сельское поселение       |
| 73  | Манылово         | деревня | ↗28       | Усть-Нейское сельское поселение       |
| 74  | Марковица        | деревня | →29       | Усть-Нейское сельское поселение       |
| 75  | Мартыново        | деревня | ↗12       | Николо-Макаровское сельское поселение |
| 76  | Мелешево         | деревня | →0        | Унженское сельское поселение          |
| 77  | Микушино         | деревня | ↘8        | Николо-Макаровское сельское поселение |
| 78  | Михаленино       | деревня | ↗2        | Унженское сельское поселение          |
| 79  | Могилёво         | деревня | ↗6        | Николо-Макаровское сельское поселение |
| 80  | Моловые          | деревня | ↗14       | Унженское сельское поселение          |
| 81  | Мытищи           | деревня | ↗5        | Нежитинское сельское поселение        |
| 82  | Нежитино         | село    | ↗453      | Нежитинское сельское поселение        |
| 83  | Нестерово        | деревня | ↘28       | Тимошинское сельское поселение        |
| 84  | Николо-Макарово  | село    | ↗316      | Николо-Макаровское сельское поселение |
| 85  | Никольское       | посёлок | →0        | Унженское сельское поселение          |
| 86  | Никулино         | деревня | ↗182      | Унженское сельское поселение          |
| 87  | Никулиха         | деревня | ↘10       | Усть-Нейское сельское поселение       |
| 88  | Новосёлки        | деревня | ↗38       | Усть-Нейское сельское поселение       |
| 89  | Овсяниково       | деревня | ↗12       | Нежитинское сельское поселение        |
| 90  | Огарково         | деревня | ↗4        | Николо-Макаровское сельское поселение |
| 91  | Опалихино        | деревня | ↘55       | Унженское сельское поселение          |
| 92  | Осиево           | деревня | →0        | Николо-Макаровское сельское поселение |
| 93  | Осиновка         | деревня | ↘6        | Николо-Макаровское сельское поселение |
| 94  | Первомайка       | посёлок | ↘680      | Горчухинское сельское поселение       |
| 95  | Побоишня         | посёлок | ↘9        | Горчухинское сельское поселение       |
| 96  | Половчиново      | деревня | ↗51       | Унженское сельское поселение          |
| 97  | Полома           | деревня | ↗12       | Усть-Нейское сельское поселение       |
| 98  | Починки          | деревня | →0        | Нежитинское сельское поселение        |
| 99  | Починок          | деревня | ↘3        | Усть-Нейское сельское поселение       |
| 100 | Пузыри           | деревня | ↘3        | Унженское сельское поселение          |
| 101 | Ракульское       | деревня | →0        | Усть-Нейское сельское поселение       |
| 102 | Рогозино         | деревня | ↘2        | Унженское сельское поселение          |
| 103 | Савино           | деревня | ↘2        | Нежитинское сельское поселение        |
| 104 | Савино           | деревня | ↘2        | Унженское сельское поселение          |
| 105 | Самылово         | деревня | →0        | Нежитинское сельское поселение        |
| 106 | Селезенево       | деревня | →0        | Усть-Нейское сельское поселение       |
| 107 | Селище           | деревня | ↘11       | Усть-Нейское сельское поселение       |
| 108 | Семейкино        | деревня | →0        | Унженское сельское поселение          |
| 109 | Сивково          | деревня | ↘12       | Унженское сельское поселение          |
| 110 | Сокольское       | деревня | ↗30       | Николо-Макаровское сельское поселение |
| 111 | Сокорново        | деревня | ↗25       | Николо-Макаровское сельское поселение |
| 112 | Соловатово       | деревня | ↗251      | Николо-Макаровское сельское поселение |
| 113 | Сосновка         | деревня | ↘32       | Усть-Нейское сельское поселение       |
| 114 | Стариково        | деревня | ↗83       | Усть-Нейское сельское поселение       |
| 115 | Старово          | деревня | ↘5        | Усть-Нейское сельское поселение       |
| 116 | Татариново       | деревня | ↗4        | Николо-Макаровское сельское поселение |
| 117 | Течкино          | деревня | ↘4        | Унженское сельское поселение          |
| 118 | Тимошино         | село    | ↗242      | Тимошинское сельское поселение        |
| 119 | Токари           | деревня | ↘1        | Унженское сельское поселение          |
| 120 | Торино           | деревня | ↗114      | Унженское сельское поселение          |
| 121 | Трещаткино       | деревня | ↗20       | Николо-Макаровское сельское поселение |
| 122 | Угорново         | деревня | →0        | Нежитинское сельское поселение        |
| 123 | Унжа             | село    | ↗362      | Унженское сельское поселение          |
| 124 | Усть-Нея         | село    | →3        | Усть-Нейское сельское поселение       |
| 125 | Фёдоровское      | деревня | ↗65       | Унженское сельское поселение          |
| 126 | Федотово         | деревня | ↗25       | Николо-Макаровское сельское поселение |
| 127 | Фролово          | деревня | ↘7        | Нежитинское сельское поселение        |
| 128 | Халабурдиха      | деревня | ↘82       | Тимошинское сельское поселение        |
| 129 | Хмелёвка         | деревня | ↗6        | Усть-Нейское сельское поселение       |
| 130 | Хмельничное      | деревня | ↗7        | Нежитинское сельское поселение        |
| 131 | Холодная Заводь  | посёлок | ↘7        | город Макарьев                        |
| 132 | Холодново        | деревня | ↗2        | Николо-Макаровское сельское поселение |
| 133 | Хребтово         | деревня | ↗2        | Усть-Нейское сельское поселение       |
| 134 | Чумиково         | деревня | ↘5        | Николо-Макаровское сельское поселение |
| 135 | Шемятино         | деревня | ↗255      | Унженское сельское поселение          |
| 136 | Юркино           | деревня | ↘279      | Усть-Нейское сельское поселение       |
| 137 | Юрово            | село    | ↘369      | Горчухинское сельское поселение       |
| 138 | Якимово          | деревня | ↘233      | Усть-Нейское сельское поселение       |
| 139 | Ярцево           | деревня | ↗52       | Унженское сельское поселение          |

Упразднённые населённые пункты
- 2025 год — деревни Булино и Демидьево.

## Транспорт
Через район проходит автодорога федерального значения — Р243

## Сотрудничество
- Серпуховский район (Россия)

## Люди, связанные с Макарьевским районом
- Громов Николай Алексеевич (17 декабря 1928 года, д. Юркино Макарьевский район — 30 апреля 2014 года, Макарьев, Костромская область) — почетный житель Макарьевского района[30], с 1973 г. по 1991 г. возглавлял крупнейшее предприятие Макарьевского района Понизовский леспромхоз, награжден Орденом Октябрьской Революции, Орденом Трудового Красного Знамени, Орденом «Знак Почёта»[31].
- Морохин Владимир Николаевич (1921—1996) — русский фольклорист, литературовед. Кандидат филологических наук (город Макарьев)

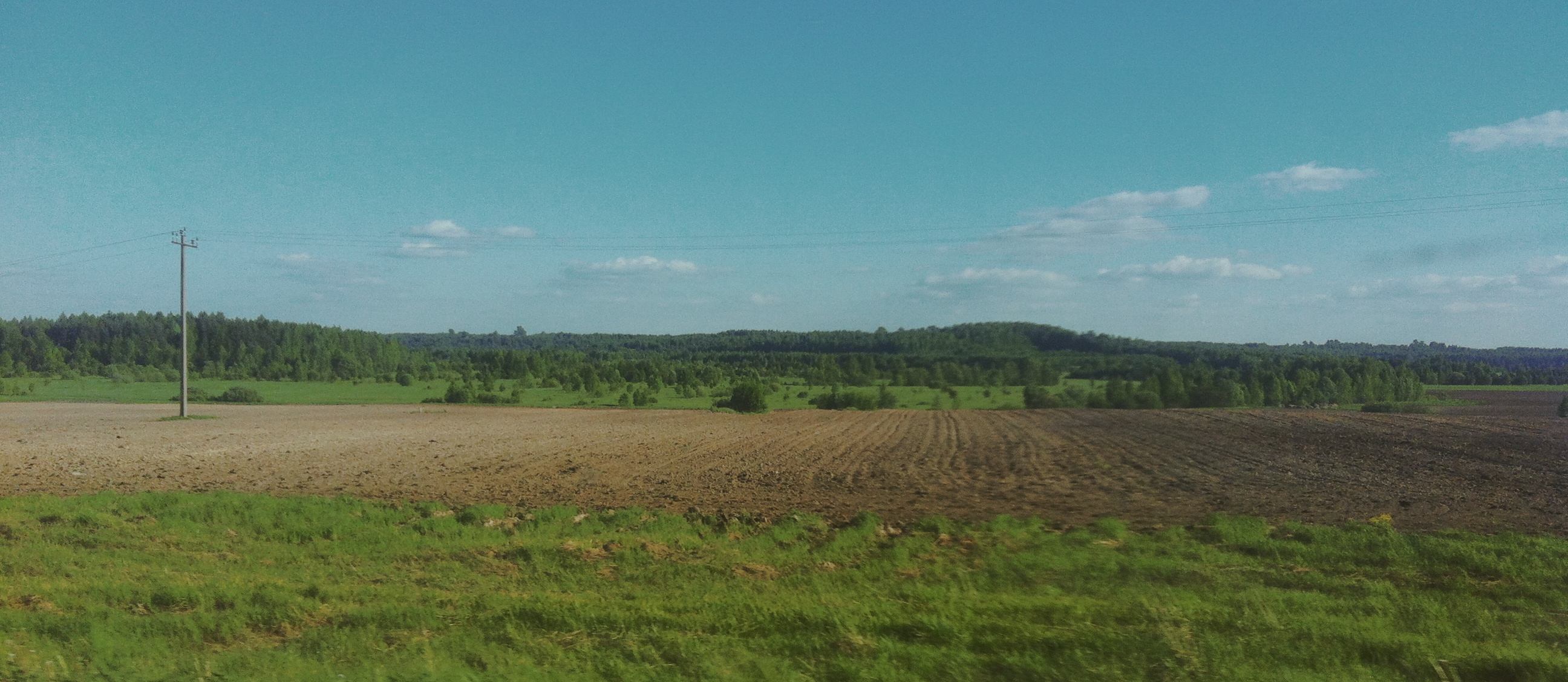